# 高分辨率熔解
高分辨率熔解（英语：High Resolution Melt，缩写：HRM） 分析是分子生物学中的一项强大的技术。这项技术是用于检测双链DNA样本中的突变、多态性和表观遗传差异。它是由爱达荷科技公司和犹他大学发现并开发的。与其他基因型分型技术相比，它具有以下优势：
- 与其他基因分型技术（如DNA测序和TaqMan SNP基因分型）相比，它更具有成本效益。这使它成为大规模基因分型项目的理想选择。
- 它不仅快而且强大，因此它能够快速并准确地对许多样本进行基因分型。
- 使用起来非常简单。 通过高质量的HRM检测，非遗传学家可以在任何实验室使用具有HRM功能的实时PCR机器进行强大的基因分型。

## 方法
HRM分析是在双链DNA样本上进行的。通常，使用者会在HRM分析之前使用聚合酶链式反应（PCR）来扩增他们感兴趣的突变所在的DNA区域。这个被扩增的区域被称为扩增子。在PCR过程之后，HRM分析开始。HRM过程只是将扩增子的DNA从50˚C左右精确升温到95˚C左右。在这个过程中的某个时刻，温度会达到扩增子的熔点温度，扩增子的两条DNA链会分离。
HRM的关键是实时监测DNA链的分离。这可以通过使用荧光染料实现的。用于HRM的染料被称为插层染料，并且具有独特的特性。插层染料专门与双链DNA结合，当它们结合时会发出明亮的荧光。在没有双链DNA的情况下，染料没有任何东西可供结合，因此只能发出低水平的荧光。在HRM分析开始时，由于扩增子有数十亿个拷贝，样品中会发出高水平的荧光。但随着样品被加热，DNA链分离，双链DNA的存在不断减少，导致荧光减弱。HRM机器有一个摄像头，通过测量荧光来观察这个过程。然后机器将这一数据简单地绘制成一个被称为熔解曲线的图形，显示荧光水平与温度的关系。

### 熔解曲线的比较
两条DNA链分开时扩增子的温度是完全可以预测的。它取决于DNA碱基的序列。如果比较来自两个不同人的两个样本，他们应该会给出完全相同形状的熔解曲线。然而，如果其中一人扩增的DNA区域有突变，那么这将改变DNA链溶解的温度。这会导致两条熔解曲线结果不同。虽然这种差异可能非常微小，也许是零点几度，但是由于HRM机器有能力以“高分辨率”监测这一过程，因此可以准确记录这些变化，从而确定是否存在突变。

### 野生型、杂合子和纯合子
生物体拥有每个基因的两个（或更多）拷贝，被称为两个等位基因。因此，如果从患者身上采集样本并使用PCR进行扩增，则关注的DNA（等位基因）区域的两个拷贝都会被扩增。如果想寻找突变，有三种可能性：
1. 两个等位基因都不包含突变。（野生型）
2. 其中一个等位基因包含突变。（杂合子）
3. 两个等位基因都包含突变。（纯合子）

这三种情况分别被称为“野生型”、“杂合子”和“同合子”。每一种都会给出了一个略有不同的熔解曲线。有了高质量的HRM检测，就可以区分这三种情况。
纯合子等位基因变体的特征可以是HRM分析所生成的熔解曲线上的温度偏移。相比之下，杂合子的特征在于熔解曲线形状的变化。这是由于野生型和变异链之间不稳定的异源双链退火产生的碱基对不匹配。 在生成的熔解曲线上可以很清楚地看到这些差异，并且可以通过生成差异曲线直观地放大不同基因型之间的熔解曲线差异。

## 应用

### SNP基因分型/点突变检测
传统的SNP基因分型方法通常既费时又昂贵，需要将多个基于探针的检测方法多重组合在一起或使用DNA微阵列。HRM更具成本效益，减少了设计多对引物和购买昂贵探针的需要。HRM方法已经成功地用于检测电压敏感钠通道（Vssc）基因中的一个G到A的替换，该基因赋予疥螨对杀螨剂百灭宁的抗性。这种突变导致蛋白质的编码（G1535D）发生变化。通过HRM对从疑似百灭宁易感和耐受人群中收集的疥螨进行的分析显示出不同的熔解曲线。据观察，对螨虫敏感的扩增子相对于对螨虫耐受具有更高的熔解温度，这是由于GC碱基对的热稳定性更高。
在与临床诊断相关的领域中，HRM已被证明原则上适用于检测乳腺癌易感基因BRCA1和BRCA2的突变。在这些基因中已鉴定出了400多个突变。基因测序是识别突变的黄金标准。然而，测序既费时又费力，而且测序之前通常有用于识别异源双链DNA的技术，然后进一步放大这些问题。HRM提供了一种更快、更方便的闭管方法来分析突变的存在，并提供了一个结果，如果有兴趣，还可以进行进一步研究。在2006年由Scott等人进行的一项研究中，使用了3个带有不同BRCA突变的细胞系来评估HRM方法。研究发现，所产生的PCR产物的熔解曲线可以用来区分扩增子中是否存在突变。同样，在2007年，Krypuy等人表明，精心设计的HRM检测（关于引物放置）可以成功地用于检测TP53基因的突变，该基因编码乳腺癌和卵巢癌临床样本中的肿瘤抑制蛋白p53。这两项研究都强调了一个事实，即熔解曲线的变化可能是熔解温度的变化或熔解曲线形状的明显差异。这两个参数都是扩增子序列的函数。科学家一致认为，HRM是一种具有成本效益的方法，可用作怀疑含有多态性或突变的样本的初始筛选。这将减少需要使用更传统方法进一步研究的样本数量。

### 接合性测试
目前有许多方法可用于确定基因在特定位点的接合性状态。这些方法包括使用专门设计的探针进行PCR，以检测基因的变异（SNP基因分型是最简单的情况）。如果涉及较长的变异范围，可能需要对扩增子进行PCR后分析。可以测量限制酶、电泳和色谱图谱的变化。由于需要在PCR后的实验室中处理高浓度的扩增子，这些方法通常更耗时，并且会增加实验室中扩增子污染的风险。HRM的使用减少了分析所需的时间和污染的风险。HRM是一个更具成本效益的解决方案，高分辨率元件不仅可以确定同源性和杂合性，还可以解析有关同源性和杂合性类型的信息，不同的基因比变异会产生不同的熔体曲线形状。Gundry等人于2003年的一项研究表明，对引物（一对）进行荧光标签比使用插层染料（如SYBR绿色I）更有利。然而，在开发和使用改进的插层染料方面已经取得了进展，它减少了PCR抑制的问题和对染料非饱和插层的担忧。

### 表观遗传学
HRM方法也被用于提供DNA甲基化状态的可靠分析。这非常重要，因为肿瘤抑制基因、调节细胞的凋亡和DNA修复的甲基化状态的变化是癌症的特征，而且这对化疗的反应也有影响。例如，如果患者的DNA修复基因MGMT的启动子被甲基化，癌症患者可能对DNA烷化剂治疗更敏感。在一项测试MGMT启动子在19个结直肠样本上的甲基化状态的研究中，发现有8个样本被甲基化。另一项研究则比较了通过亚硫酸盐定序、焦磷酸测序和HRM获得的83名高级别神经胶质瘤患者中MGMT启动子甲基化的预测能力。发现HRM方法在量化甲基化水平方面至少等同于焦磷酸测序。
甲基化的DNA可以通过亚硫酸氢盐修饰进行处理，将非甲基化的胞嘧啶转化为尿嘧啶。因此，最初未甲基化的模板产生的PCR产物的熔点会低于甲基化模板产生的PCR产物。HRM还提供了确定特定样品中甲基化比例的可能性，方法是将其与标准曲线进行比较，标准曲线是由不同比例的甲基化和非甲基化的DNA混合而成的。这可以提供关于肿瘤可能具有的甲基化程度的信息，从而表明肿瘤的特征以及它偏离“正常”的程度。
HRM实际上也有利于诊断，因为它能够适应高通量筛选（HTS）测试，并且由于其闭管形式，它可以将扩增子在实验室内扩散和污染的可能性降到最低。

### 插层染料
为了跟踪双链DNA到单链DNA的转变，采用了插层染料。这些染料显示出不同的荧光发射，这取决于它们与双链或单链DNA的结合。SYBR绿色I是第一代用于HRM的染料。当它嵌入到双链DNA而不是单链DNA中时，它会发出荧光。它只能在亚饱和浓度下使用，因为它在高浓度时可能会抑制PCR。最近，一些研究人员不鼓励将SYBR绿色I用于HRM，并声称需要对协议进行大量修改。这是因为有人认为，缺乏准确性可能是由于“染料跳跃”造成的，即融化的双链体的染料可能被重新掺入到尚未融化的双链DNA区域中。LC Green和LC Green Plus、ResoLight、EvaGreen、Chromofy及SYTO 9等新型饱和染料已上市并已成功用于HRM。然而，一些人已经成功地将SYBR绿I与Corbett Rotorgene仪器一起用于HRM，并提倡将SYBR绿I用于HRM的应用。

## 高分辨率熔解实验的设计
高分辨率熔解分析通常涉及qPCR扩增，然后用荧光染料收集熔解曲线。由于高分辨率熔解分析的敏感性，需要仔细考虑PCR循环条件、模板DNA的质量和熔解曲线的参数。为了获得准确且可重复的结果，必须优化PCR热循环条件，以确保所需的DNA区域以高特异性和序列变体之间的最小偏差被扩增。熔解曲线通常在很宽的温度范围内进行，以小的（~0.3℃）增量进行，并需要足够长的时间（~10秒）以使DNA在每个温度步骤达到平衡。
除了典型的引物设计考虑因素外，用于高分辨率熔解分析的引物设计还涉及最大化属于不同基因型的PCR产物之间的热力学差异。较小的扩增子通常比较长的扩增子产生更大的解链温度变化，但这种变化无法用眼睛来预测。因此，在设计可区分序列变异的引物时，准确预测PCR产物的熔解曲线至关重要。专业软件，如uMelt和DECIPHER，可以帮助设计引物，使熔解曲线的变异性最大化，专门用于高分辨率的熔解测定。